# Distrikt Mollepata (Anta)
Der Distrikt Mollepata liegt in der Provinz Anta in der Region Cusco in Südzentral-Peru. Der Distrikt wurde am 29. April 1929 gegründet. Er hat eine Fläche von 369 km². Beim Zensus 2017 wurden 3377 Einwohner gezählt. Im Jahr 1993 lag die Einwohnerzahl bei 3793, im Jahr 2007 bei 2901. Sitz der Distriktverwaltung ist die auf einer Höhe von 2976 m gelegene Ortschaft Mollepata mit 1708 Einwohnern (Stand 2017). Mollepata liegt 42 km westlich der Provinzhauptstadt Anta.

## Geographische Lage
Der Distrikt Mollepata liegt an der Südflanke der Cordillera Vilcanota im äußersten Westen der Provinz Anta. Im äußersten Nordosten des Distrikts erhebt sich der 6264 m hohe Salcantay. Weiter westlich befinden sich die Gipfel Tucarhuay (5928 m), Soray (5428 m) und Amparay (5418 m). Der Río Apurímac fließt entlang der südlichen Distriktgrenze nach Westen. Der Río Berbejo, im Oberlauf Río Blanco, bildet die östliche Distriktgrenze.
Der Distrikt Mollepata grenzt im Süden an die Distrikte Curahuasi und San Pedro de Cachora (beide in der Provinz Abancay), im Nordwesten an den Distrikt Santa Teresa (Provinz La Convención) sowie im Osten an den Distrikt Limatambo.

## Ortschaften
Im Distrikt gibt es neben dem Hauptort folgende größere Ortschaften:
- Acobamba
- Chiribamba
- Huamanpata
- Marcahuasi
- Mirador
- Rampac Putacca
- Tablabamba